# トゥエルヴ (ストリートファイター)
トゥエルヴ (Twelve) は、カプコンの対戦型格闘ゲーム『ストリートファイターIII 3rd STRIKE』に登場する架空のキャラクター。担当声優はローレンス・ベイン。

## 概要
ギルの秘密結社が作り出した人造生命体。ネクロのデータを基に強化改良され、ユリアンの提唱した人体再構成理論に基づき、ドクター呉が中心になって開発された人型殺戮兵器の完成形である。その12番目の個体であることから「トゥエルヴ」と名付けられた。
表情のない顔に、全身が白い肉体を持つ。体の形状を自在に変えることができ、攻撃方法も手足を武器に変形させたりと人間にはおよそ不可能なものばかり。機密を守るため、組織を裏切り脱走したネクロを捕らえることが目的。人格はなく命令に忠実に従うが、エンディングではわずかに自我が芽生え始める描写がある。
ネクロとの対決前デモには同個体の仲間とともに登場するが、彼が電撃を発すると仲間は上空へ逃げていく演出がある。登場ステージはネクロと共通（時間帯が異なる）。
『ストリートファイターV』の公式サイト「シャドルー格闘家研究所」の「キャラ図鑑」によると、植物を改良して作られた試作品「イレヴン」が過去に存在している。

## ゲーム上の特徴
姿を消したり、対戦キャラクターに姿を変えられるなど特殊な技を持つのが特徴。通常技はクセの強いものが多いがリーチが長く、一種の空中ダッシュである「滑空」や、ジャンプ中に出せる必殺技やスーパーアーツを使いこなせれば変幻自在の攻めで相手を翻弄できる。また、歩き移動時の姿勢が非常に低いので、飛び道具などをよけつつ接近することが可能。

## 技の解説

### 通常技
| 操作     | 立ち（近距離） | 立ち（遠距離） | しゃがみ | 垂直ジャンプ | 斜めジャンプ |
| -------- | -------------- | -------------- | -------- | ------------ | ------------ |
| 弱パンチ | S.P.           | S.P.           | C.S.P.   | V.S.P.       | J.S.P.       |
| 中パンチ | N.M.P.         | M.P.           | C.M.P.   | V.M.P.       | J.M.P.       |
| 強パンチ | L.P.           | L.P.           | C.L.P.   | V.L.P.       | J.L.P.       |
| 弱キック | S.K.           | S.K.           | C.S.K.   | V.S.K.       | J.S.K.       |
| 中キック | M.K.           | M.K.           | C.M.K.   | V.M.K.       | J.M.K.       |
| 強キック | L.K.           | L.K.           | C.L.K.   | V.L.K.       | J.L.K.       |

### パーソナルアクション
身体を透明化させ、一定時間見えなくなる。影も消えるので、動き出してしまえば相手は位置の把握が困難となる。
一定時間経つ以外にも、以下の条件で透明化は解除される。
- 相手の攻撃を受ける（ブロッキングは含まない）
- 通常投げで相手を掴む
- スーパーアーツを出す
- もう一度パーソナルアクションを行う

### 通常投げ
H.U.G.
レバーニュートラル投げ。相手に巻き付き締め上げる。
F.L.G.
レバー前入れ投げ。相手の足を掴み前方に叩き付ける。
T.R.W.
レバー後ろ入れ投げ。相手の足を巻き付くように掴み、後方に投げ飛ばす。

### 特殊技
B.M.K.
しゃがみ蹴り上げ。
滑空
空中でのみ発動できる特殊移動。体の側面から膜を広げて飛ぶ。
壁張り付き
「滑空」中に画面端でコマンドを入力すると使える特殊動作。

### 必殺技
N.D.L.
地面に両腕を突き刺し、針状に飛び出させる。ボタンにより地面から飛び出す位置が変わる。EX版は出した際に相手がいた所に飛び出す。
A.X.E.
左右の腕をそれぞれ斧の形に変えて振り回す。空中でも出せるが、滑空中はEX版のみ出すことはできない。
D.R.A.
空中から急降下して突撃する。こちらもEX版のみ滑空中は出せない。

### スーパーアーツ
SA1：X.N.D.L.
- ストック数(3rd-2) ゲージの長さ(3rd-96)　（単位：ドット）

「N.D.L.」の強化版で、地面に突き刺した腕を目の前から順に針状に飛び出させていく。
SA2：X.F.L.A.T.
- ストック数(3rd-1) ゲージの長さ(3rd-112)

空中で流線型の飛行機のような形に変型し、急降下突撃。ヒットすると相手を空中に打ち上げ、あらゆる方向から突撃していく。滑空中には出せない。
SA3：X.C.O.P.Y.
- ストック数(3rd-1) ゲージの長さ(3rd-120)

一定時間、相手キャラクターに変身する。EX必殺技とスーパーアーツは使用できないが、攻撃力が約1.25倍になる。変身を解除する間に攻撃を受けると、通常より受けるダメージが大きくなる。なお、アーケード版では使用不可能であるギルの操作ができる唯一のスーパーアーツでもある。
車のボーナスステージ中に出そうとすると変身できず、頭を抱えて苦しみ出す。

## その他
- 勝利画面でのメッセージは0と1の羅列になっており、そのまま見ても意味不明だが、これは英語の単語を2進法に変換した暗号となっている。例として「10111・00101・00001・01011・11011」は英語に変換すると「WEAK!」となり、和訳すると「弱いな!」となる。
- 『ストリートファイターIII 3rd STRIKE』の旧基板では「TWELEVE」と間違ったスペルで表示されていた。
- 『SNK VS. CAPCOM 激突カードファイターズ』全シリーズ（トレーディングカードゲーム版も含む）ではキャラクターカードとして登場している。
- 『CAPCOM FIGHTING Jam』のユリアンのエンディングにも登場し、ドクター呉により量産化され組織を編制している。